# Пляйн
Пляйн (нім. Plein) — громада в Німеччині, розташована в землі Рейнланд-Пфальц. Входить до складу району Бернкастель-Віттліх. Складова частина об'єднання громад Віттліх-Ланд.
Площа — 7,22 км2. Населення становить 635 ос. (станом на 31 грудня 2020).